# Залоговый портфель
Залоговый портфель — управляемая совокупность приоритетных прав требования залогодержателя на предмет(-ы) залога, переданный(-ые) залогодателем для обеспечения обязательств перед кредитором с целью удовлетворения его требований к должнику (заемщику), операция с которым (-ми) учитывается и производится в цифровом виде по залоговой и другой стоимости, изменяющейся в соответствии с законами рынка.

### Виды залогового портфеля
Залоговый портфель может дифференцироваться в зависимости от масштаба, отличают:
- Залоговый портфель по кредитному соглашению;
- Залоговый портфель по лимиту/сублимиту финансирования группы компаний;
- Залоговый портфель отдельного субъекта банковского сектора (банка или филиала);
- Залоговый портфель банковского сектора.

### Этапы формирования и управления залоговым портфелем[3]
1. Получение банком заявки на оценку предметов залога; выбор предмета залога и специалистов по его оценке, сбор и анализ необходимых документов.
2. Проведение оценки, включая определение рыночной стоимости предмета залога, ликвидности, справедливой и залоговой стоимости, предоставленного обеспечения, формирование заключения.
3. Анализ залоговых рисков и разработка мер по их минимизации.
4. Подготовка и оформление договора залога.
5. Мониторинг наличия, состояния и стоимости залогового обеспечения.
6. Снятие обременения (после возврата кредита) или реализация залога (при невозврате кредита).

### Мониторинг залогового портфеля состоит из трех этапов[4]
1) подготовки к мониторингу (формирование комиссии);
2) процесса мониторинга (визуальный осмотр, предполагающий проверку наличия имущества, его физического состояния);
3) оформления результатов мониторинга (формирование отчета о мониторинге).

### Структура залогового портфеля
В качестве залогового обеспечения банки принимают:
- недвижимость (здания, сооружения, помещения, земельные участки, права аренды и т.п.);
- оборудование (производственное, торговое и пр.);
- технические средства и транспорт;
- запасы готовой продукции, сырья и материалов;
- долговые обязательства банка (векселя и облигации);
- ценные бумаги, акции, доли в уставном капитале и пр.

Указанные предметы залога (права их требования) в своей совокупности формируют залоговый портфель.